# Баандерс, Герман Хендрик
Герман Хендрик Баандерс (нидерл. Herman Hendrik Baanders; 22 августа 1849, Зютфен — 31 марта 1905, Амстердам) — голландский архитектор, в основном работавший в Амстердаме.

## Биография
Баандерс, сын ткача, родился и вырос в провинциальном городе Зютфен и получил образование плотника. В 1871 году он покинул Зютфен, чтобы попытать счастья в столице Амстердаме. Работая плотником в Амстердаме, он изучал архитектуру по вечерам в Промышленной школе рабочего общества (Industrieschool van de Maatschappij voor den Werkenden Stand). Первое упоминание о Баандерсе как об архитекторе относится к 1885 году, хотя первый известный подготовленный им проект — проект дома на Сваммердамстраат в Амстердаме — относится к 1880 году, предположительно, он был сделан, когда Баандерс ещё учился на архитектора.
Первоначально Баандерс работал на других архитекторов, но примерно в 1890 году он зарекомендовал себя как независимый архитектор. Его первые заказы были в основном дома в новых жилых районах Амстердама, которые строились и расширялись в конце XIX века, а также фабрики и промышленные комплексы в Амстердаме и других местах.
В 1889 году он был приглашён в архитектурное общество «Архитектура и дружба» (Architectura et Amicitia). После этого стал получать более престижные заказы, начиная с дома по адресу Lauriergracht 122 в 1889 году. В этот период он проектировал виллы и особняки в престижных частях города, таких как пригород Ватерграафсмер и районы вокруг Вонделпарка и Консертгебау. В свои последние годы (1904—1905) он работал с Герритом ван Аркелем над зданием Астории, одной из первых офисных башен в Нидерландах.
Компания Баандерса располагалась по адресу Eerste Jan van der Heydenstraat 185 в Амстердаме. В 1892 году офис переехал на Tweede Jan van der Heydenstraat 19, годом позже в Sarphatipark 125 и, наконец, в 1904 году на Ruysdaelkade 27. У Баандерса также была мастерская на Reguliersgracht 50.
Он оставался в Амстердаме до своей смерти, за исключением короткого периода нахождения в Баарне около 1885 года. В 1875 году он женился на Лене ван ден Берг (1848—1914) в Роттердаме. У них было девять детей. С 1903 года он тесно сотрудничал со своим старшим сыном Германом Амброзиусом Яном Баандерсом (1876—1954), который возглавил компанию после его смерти в 1905 году. Герман Амброзиус Ян Баандерс и его брат Ян Баандерс были выдающимися архитекторами стиля Амстердамской школы и вместе спроектировали павильон «Голубой чайный домик» (Blauwe Theehuis) в парке Вондела. Герман Амброзиус Ян Баандерс также спроектировал лицей Амстердама. В 1953 году главой компании стал старший сын Яна Баандерса, Ян Баандерс-младший.
Дочь Баандерса — Тине Баандерс (1890—1971) была графическим дизайнером и иллюстратором, часто размещавшей свои работы в художественном журнале «Повороты» (Wendingen). Она выставляла свои работы в Амстердаме (1913, 1917), Роттердаме (1918), Харлеме (1919) и Париже (1925). На всемирной выставке 1925 года в Париже она была награждена дипломом с бронзовой медалью.
Как и у многих других архитекторов конца века, у Баандера был эклектичный и исторический стиль архитектуры в сочетании с элементами югендстиля, который в то время считался очень новым и современным. Несмотря на присутствующие элементы югендстиля, его работы в основном были в стиле неоренессанса, характеризуемые высоким уровнем детализации.
Его наиболее значим проектом было здание Астории (1904—1905), офисное здание в стиле модерн на улице Кейзерсграхт 174—176 в Амстердаме, построенное как штаб-квартира страховой компании Eerste Hollandsche Levensverzekerings Bank. Здание Астории с шестью этажами и максимальной высотой 37 метров было одной из первых офисных башен в Нидерландах. Баандерс спроектировал это здание вместе с Герритом ван Аркелем. В 2001 году оно получил статус национального памятника. Другой проект Баандерса и Ван Аркеля, двойной дом на Korte Marnixkade 4 (1893), также имеет статус памятника архитектуры.
Баандерс также спроектировал ряд домов с магазинами вдоль канала Лелиеграхт, а также здание Нидерландской кокаиновой фабрики (1900, расширена в 1902 году), которая в 1910 году считалась крупнейшей в мире фабрикой по производству кокаина.

## Здания
- Дом на Лорьерграхт 122 (1889)
- Двойной дом на Korte Marnixkade 4 (1893 г.), с Герритом ван Аркелем
- Дом на Лелиеграхт, 24 (1895)
- Дом на Лелиеграхт, 12 (1896 г.)
- Дом на Шипперсграхте 5 (1897)
- Дом на Лелиеграхт, 22 (1899)
- Нидерландская кокаиновая фабрика на Eerste Schinkelstraat 30 (1900)
- Двойной дом на Паулюс Поттерстраат 40-42 (1901)
- Три виллы на Van Eeghenstraat 84-88 (1902 г.)
- Дом на Vijzelgracht 27 (1902)
- Дом на Лелиеграхт, 31 (1903—1904)
- Здание Астория в Кайзерсграхте 174—176 (1904—1905), совместно с Герритом ван Аркелем

## Галерея

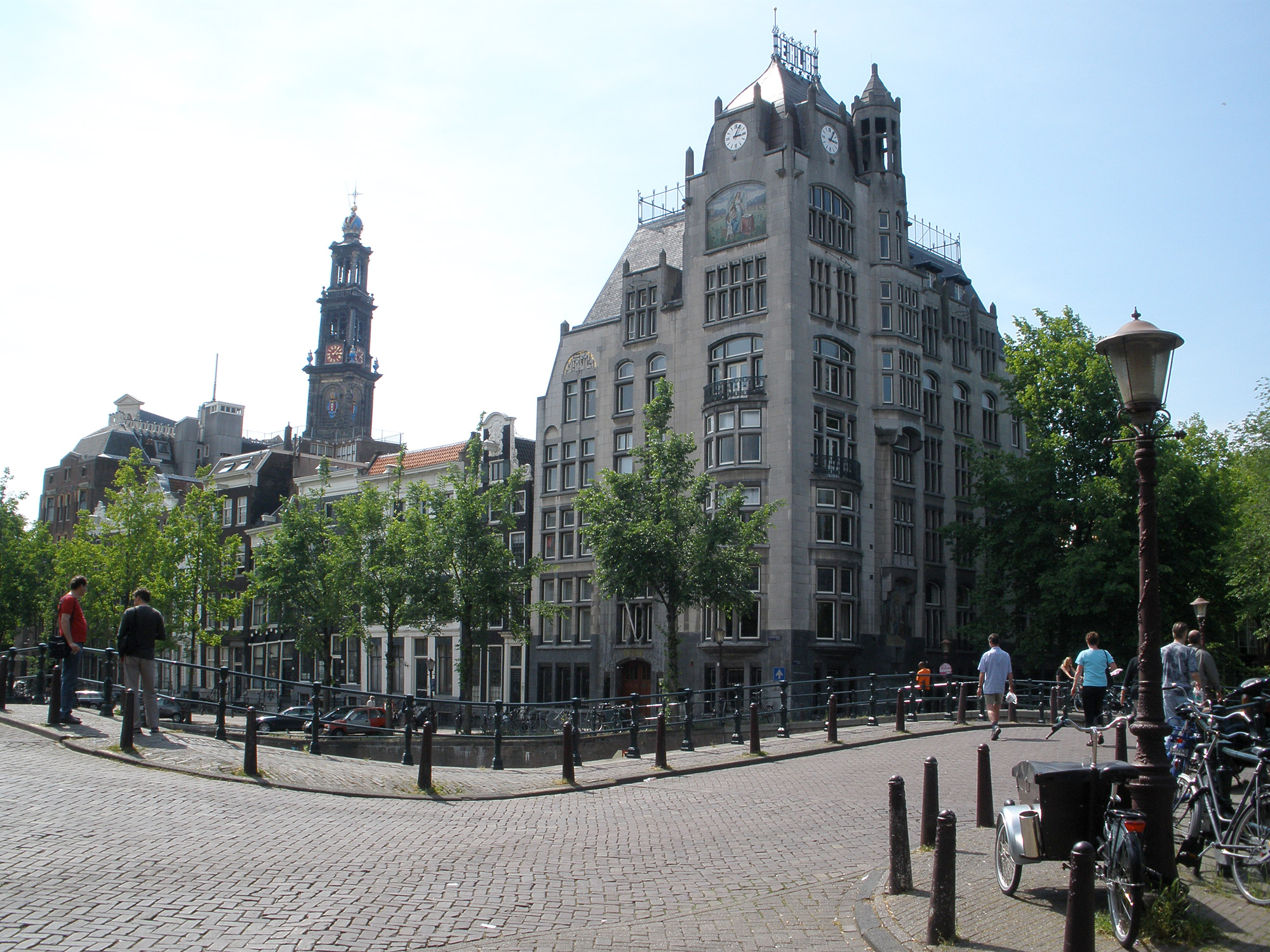
Здание Астории в Амстердаме
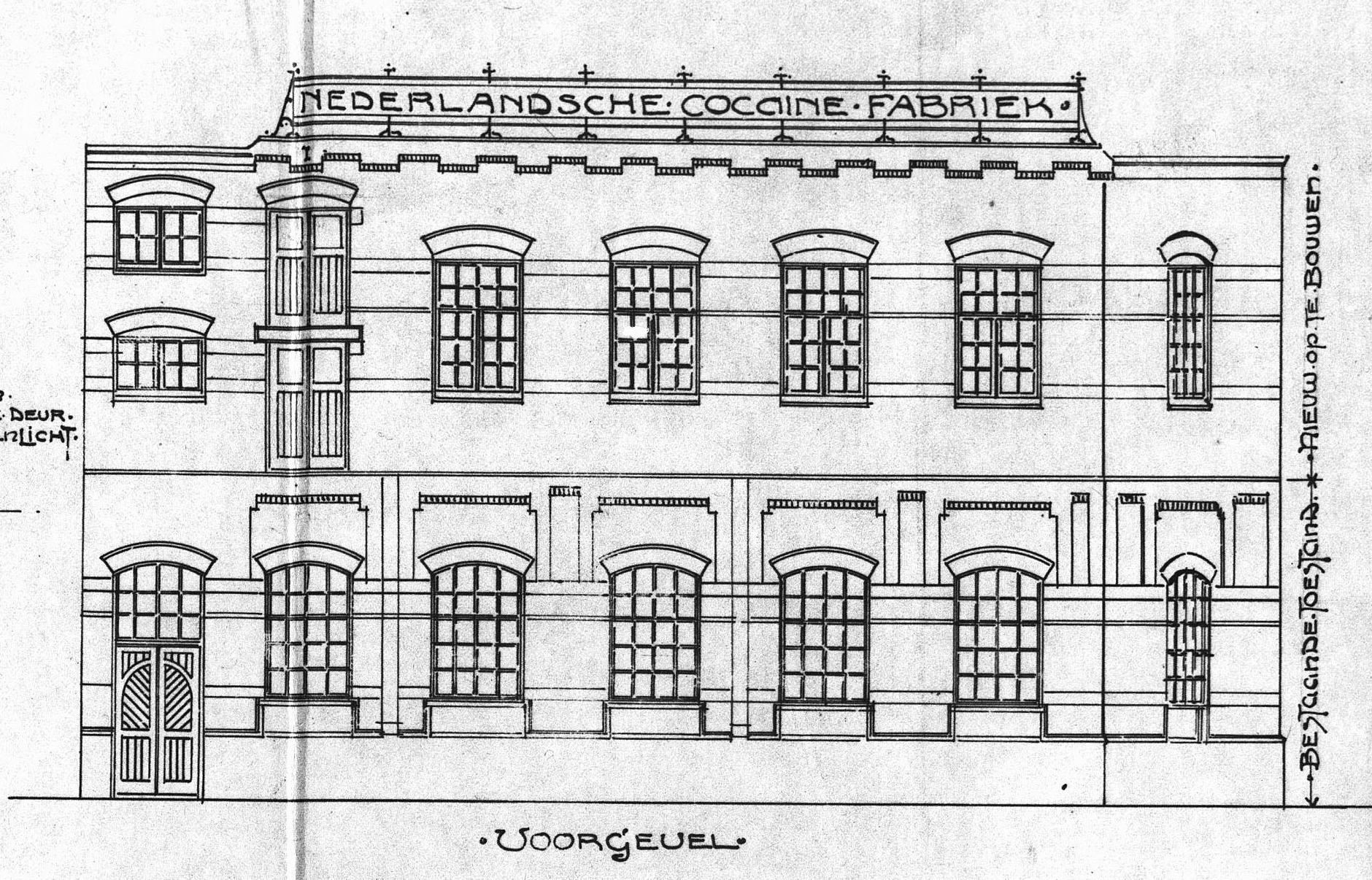
Нидерландская кокаиновая фабрика